# 東海将彦
東海 将彦（とうかい まさひこ、1973年11月13日 - ）は、東京都杉並区出身のパラリンピックのアルペンスキー選手。
カテゴリーはLW3-2。
トリノパラリンピックのアルペンスキー大回転男子立位で銀メダルを獲得。DHLジャパン、エイベックス・グループ・ホールディングスを経てトレンドマイクロ所属。

## 経歴
中学時代から健常者としてスキーに打ち込んできたが、2001年にスキー中の事故で脊髄損傷の大怪我を負い、両下肢機能障害となる。
2002年、パラリンピックのスキー競技に転向し、ジャパンパラリンピックの回転、大回転の2種目で初出場初優勝、2003年からワールドカップにも参戦し、2004年には初優勝を飾る。2006年のトリノパラリンピックのアルペンスキー大回転男子立位で銀メダルを獲得した。
2010年のバンクーバーパラリンピックは怪我のため選考レースを断念。
2014年のソチパラリンピックに出場するも結果は大回転10位、回転11位となった。
強化指定外選手として現役を続行したが、2018年の平昌パラリンピックの出場を逃した。

## 人物
幼少期は野球に打ち込んでいた経緯から、障害を負った後も地元の軟式野球チーム「FREDMEYERS」に所属している。